# Минимальная декомпрессия
Минимальная декомпрессия — набор декомпрессионных остановок, выполняемых в ходе завершения погружения без превышения бездекомпрессионного лимита (NDL) или, в случае экстренной ситуации, с превышением не более 10 минут. Данная методика является аналогом остановки безопасности.

## Расчёт декомпрессионных остановок
Для определения количества и времени остановок используется следующая методика:
1. Каждая остановка продолжается 1 минуту. В это время включается также подъём c глубины предыдущей декомпрессионной остановки.
2. Определяется максимальная глубина погружения.
3. Данное значение делится пополам.
4. Округляется до ближайшего числа, кратного трём.
5. Полученное число является глубиной первой декомпрессионной остановки.
6. Глубина каждой последующей декомпрессионной остановки будет на 3 метра меньше.
7. Последняя остановка производится на 3 метрах.

В случае превышения NDL время, на которое превышен бездекомпрессионный предел, распределяется между рассчитанными остановками и суммируется с длительностью остановки (1 минута).

## Примеры
Проведено погружение без превышения бездекомпрессионного предела с максимальной глубиной 36 метров.
- Первая остановка находится на {\displaystyle 36/2=18} метрах. Длительность — 1 минута.
- Вторая остановка — на {\displaystyle 18-3=15} метрах. Длительность — 1 минута.
- Третья остановка — на {\displaystyle 15-3=12} метрах. Длительность — 1 минута.
- Четвёртая остановка — на {\displaystyle 12-3=9} метрах. Длительность — 1 минута.
- Пятая остановка — на {\displaystyle 9-3=6} метрах. Длительность — 1 минута.
- Шестая остановка — на {\displaystyle 6-3=3} метрах. Длительность — 1 минута.

Итого: 6 остановок с суммарным временем 6 минут.
Проведено погружение с максимальной глубиной 30 метров и превышением бездекомпрессионного предела на 7 минут.
- Первая остановка находится на {\displaystyle 30/2=15} метрах. Длительность — 1 минута.
- Вторая остановка — на {\displaystyle 15-3=12} метрах. Длительность — 1 минута.
- Третья остановка — на {\displaystyle 12-3=9} метрах. Длительность — 1 минута.
- Четвёртая остановка — на {\displaystyle 9-3=6} метрах. Длительность — 1 минута.
- Пятая остановка — на {\displaystyle 6-3=3} метрах. Длительность — 1 минута.

Пересчёт остановок с учётом превышения NDL.
Превышение NDL — 7 минут, остановок — 5, поэтому сначала добавляем по одной минуте к каждой остановке:
- 15 м — {\displaystyle 1+1=2} минуты.
- 12 м — {\displaystyle 1+1=2} минуты.
- 9 м — {\displaystyle 1+1=2} минуты.
- 6 м — {\displaystyle 1+1=2} минуты.
- 3 м — {\displaystyle 1+1=2} минуты.

Осталось две минуты неиспользованного времени ({\displaystyle 7-5=2}), поэтому добавляем ещё по одной минуте к каждой из последних остановок, что в результате даёт:
- 15 м — {\displaystyle 1+1=2} минуты.
- 12 м — {\displaystyle 1+1=2} минуты.
- 9 м — {\displaystyle 1+1=2} минуты.
- 6 м — {\displaystyle 1+1+1=3} минуты.
- 3 м — {\displaystyle 1+1+1=3} минуты.

Итого: 5 остановок с суммарным временем 12 минут.